# Tour d'Espantaperros

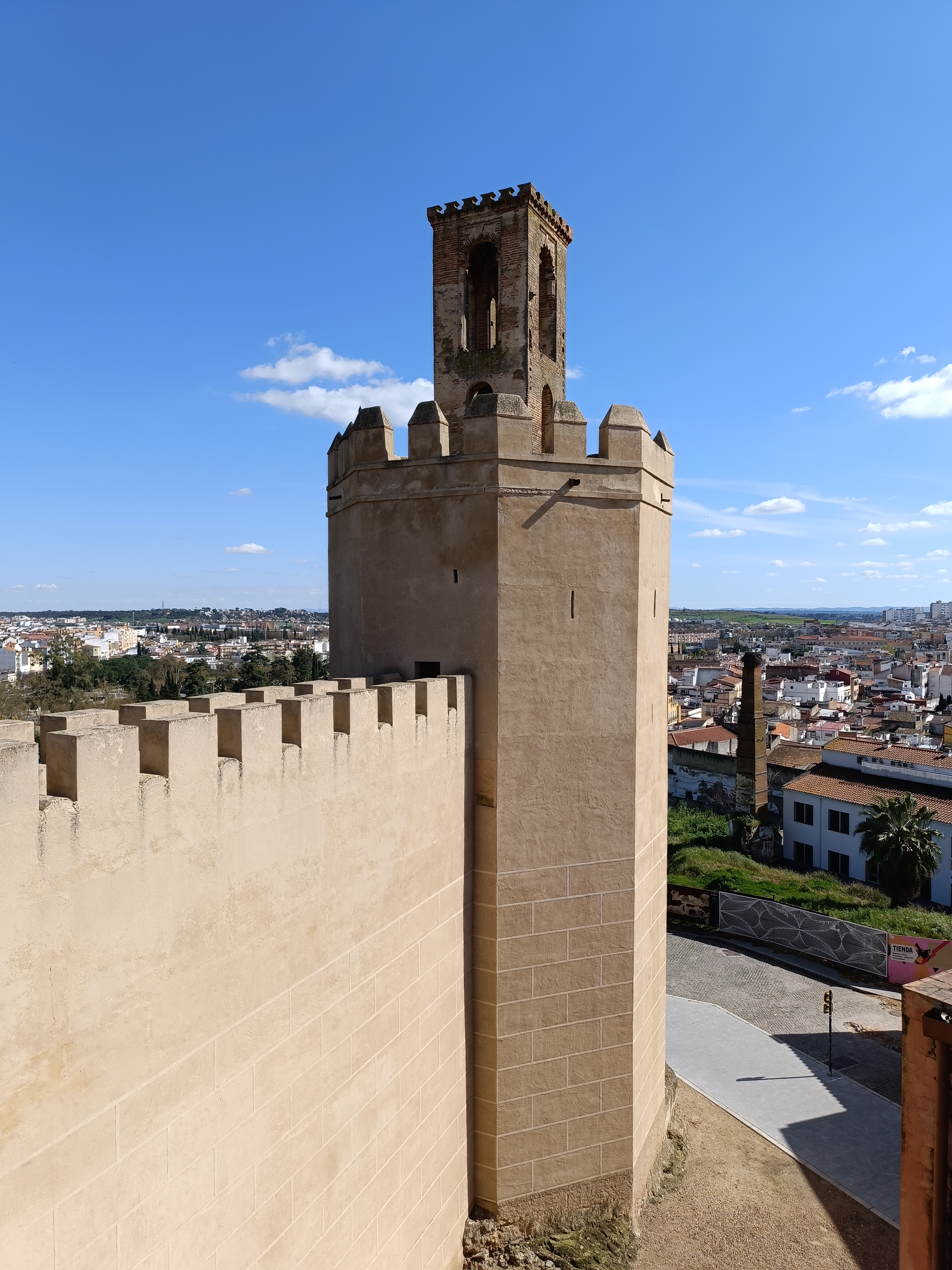
La Tour d'Espantaperros.

La Tour d'Espantaperros (dite aussi Tour de la Atalaya) est une des composantes du système défensif de l'alcazaba de Badajoz, un fort almohade datant du XIIe siècle. Il s'agit d'une tour albarrane (de l'arabe « barrani », extérieur), c'est-à-dire établie au devant de l'enceinte, à laquelle elle est rattachée par un arc, facile à détruire en cas d'attaque. Ce type de fortifications est caractéristique de l'Espagne musulmane, même si on en trouve des exemples dans d'autres pays (sud de la France, Syrie, Liban...).

## Description
De plan octogonal, la Tour d'Espantaperros a été construite en 1169, un siècle avant la Tour de l'Or et la Tour d'Argent de Séville. La majeure partie de l'édifice est en gros appareil, en dehors du dernier étage, qui a été dotée d'un édicule de style mudéjar au XVIe siècle. Une cloche y avait été placée. Elle est désormais exposée au musée archéologique de Badajoz. Une campagne de restauration générale a été menée au début des années 2000.
La Tour d'Espantaperros est aujourd'hui un des principaux symboles de la ville de Badajoz.

### Sources
- (es) Cet article est partiellement ou en totalité issu de l’article de Wikipédia en espagnol intitulé « Torre de Espantaperros » (voir la liste des auteurs).